# Mammillaria pilispina
Mammillaria pilispina (укр. Мамілярія піліспіна, мамілярія волосистоколючкова) — сукулентна рослина з роду мамілярія (Mammillaria) родини кактусових (Cactaceae).

## Історія
Вид вперше описаний німецьким ботаніком, Йозефом Антоном Пурпусом (нім. Joseph Anton Purpus, 1860—1932) у 1912 році у виданні нім. «Monatsschrift für Kakteenkunde».

## Етимологія
Видова назва походить від лат. pilispinus — «волосистоколючкова».

## Ареал і екологія
Mammillaria pilispina є ендемічною рослиною Мексики. Ареал розташований у штатах Сан-Луїс-Потосі, Коауїла, Тамауліпас і Нуево-Леон. Рослини зростають на висоті близько 1800 метрів над рівнем моря на вапняних кам'янистих ґрунтах в напівпустелях.

## Морфологічний опис
| Орган              | Опис |
| Рослини            | поодинокі |
| Коріння            | |
| Стебло             | напівкулясте, до 4 см в діаметрі. |
| Епідерміс          | |
| Маміли             | циліндричні, без молочного соку. |
| Ареоли             | |
| Аксили             | з пухом, і декількома волосоподібними щетинками. |
| Центральні колючки | 7, вертикальні, прямі, з 6 підрадіальними колючками нагорі і з боків ареол, білі з жовтою основою, з темними кінцями, вкриті пушком, завдовжки 6-7 мм. |
| Радіальні колючки  | декілька, дуже тонкі, покриті пушком, волосоподібні, білі, розташовуються колом позаду інших колючок.                                                  |
| Квіти              | кремово-білого відтінку, іноді з рожевими центральними прожилками на пелюстках, 15-20 мм завдовжки і в діаметрі.                                       |
| Бутони             | |
| Зовнішні пелюстки  | |
| Внутрішні пелюстки | |
| Тичинки            | |
| Маточка            | |
| Плоди              | червонувато-оранжеві. |
| Насіння            | чорне. |

## Чисельність, охоронний статус та заходи по збереженню
Mammillaria pilispina входить до Червоного списку Міжнародного союзу охорони природи видів, з найменшим ризиком (LC).
Вид має великі субпопуляції на великій площі, де спостерігається незначний спад чисельності рослин від людської діяльності.
Mammillaria pilispina площу розміщення понад 40 тисяч км². Його чисельність становить понад 500 тис. особин. Поточний тренд чисельності рослин стабільний.
Існує невеликий інтерес до збору цього виду і внаслідок невелика загроза від цього. Збільшення сільськогосподарського використання, розширення населених пунктів також є невеликою загрозою. Екстремальні температури, такі як 100-літній заморозок в Альтіплано у грудні 1997 року представляє серйозну, але непередбачувану загрозу.
Ймовірно, цей вид представлений на природоохоронній території.
У Мексиці ця рослина занесена до Національного переліку видів, що перебувають під загрозою зникнення, де вона включена до категорії «підлягає спеціальному захисту».
Охороняється Конвенцією про міжнародну торгівлю видами дикої фауни і флори, що перебувають під загрозою зникнення (CITES).

## Використання та торгівля
Вид використовується як декоративний. Комерційно вирощується для міжнародної торгівлі.

## Утримання в культурі
У культурі Mammillaria pilispina нескладна, і за кілька років утворює колонію. Вимагає регулярної пересадки, щоб посуд не відставав від його активного росту. Основним визначним достоїнством цього виду є колючки, густі і тонкі, що покривають стебло. Квітки рясні, але непримітні. Здатна до тривалого і рясного цвітіння в культурі з самого початку сезону.

## Систематика
Mammillaria pilispina близька до виду Mammillaria picta. Чарльз Едвард Гласс і його компаньйон Роберт Фостер сумнівалися у видовому статусі Mammillaria pilispina і вважали її південним різновидом Mammillaria picta. Девід Річард Гант був упевнений, що Mammillaria pilispina — це відмінний, надійно певний вид. Прийнятий також як окремий вид Едвардом Фредеріком Андерсоном  — членом Робочої групи Міжнародної організації з вивчення сукулентних рослин (IOS), колишнім її президентом у його фундаментальній монографії з родини кактусових «The Cactus Family».